# Zagórzany (powiat Gorlicki)
Zagórzany is een dorp in de Poolse woiwodschap Klein-Polen. De plaats maakt deel uit van de gemeente Gorlice en telt 2300 inwoners.